# 微怪鳞虫
微怪鳞虫（学名：Pholoe minuta）为锡鳞虫科怪鳞虫属的动物。分布于北冰洋、大西洋、太平洋，包括黄海、东海、南海等海域。